# Хейнола, Антти
Антти Хейнола (фин. Antti Heinola; род. 20 марта 1973 или 20 февраля 1973, Хельсинки) — финский футболист, игравший на позиции центрального защитника.

## Клубная карьера
Профессиональную карьеру начал в 1991 году в клубе ХИК. В сезоне 1992 выиграл национальный чемпионат, а через год стал обладателем национального кубка. В начале 1996 года перешёл в «Эммен». Хейнола в составе нидерландского клуба провёл год и принял участие в 19 матчах.
В начале 1997 года Хейнола перешёл в другой второлиговый нидерландский клуб — «Хераклес». На старте следующего года подписал контракт с «Куинз Парк Рейнджерс». Дебют за английский клуб состоялся 24 января в матче против «Ноттингем Форест». В составе лондонского клуба Хейнола провёл 3 года.
В 2001 году Хейнола вернулся в «ХИК». В сезоне 2002 выиграл чемпионат Финляндии, а через год сделал золотой дубль. В составе столичного клуба завершил карьеру футболиста.

## Международная карьера
Дебют за национальную сборную Финляндии состоялся 17 августа 1994 года в товарищеском матче против сборной Дании. Всего Хейнола за сборную сыграл 12 матчей.

## Достижения
- Чемпион Финляндии: 1992, 2002, 2003
- Обладатель Кубка Финляндии: 1992/93, 2002/03